# Liparis riparia
Liparis riparia är en enhjärtbladig växtart som beskrevs av Johannes Jacobus Smith. Liparis riparia ingår i släktet gulyxnen och familjen orkidéer. Inga underarter finns listade i Catalogue of Life.